# Denis Antoine
Pour les articles homonymes, voir Antoine.

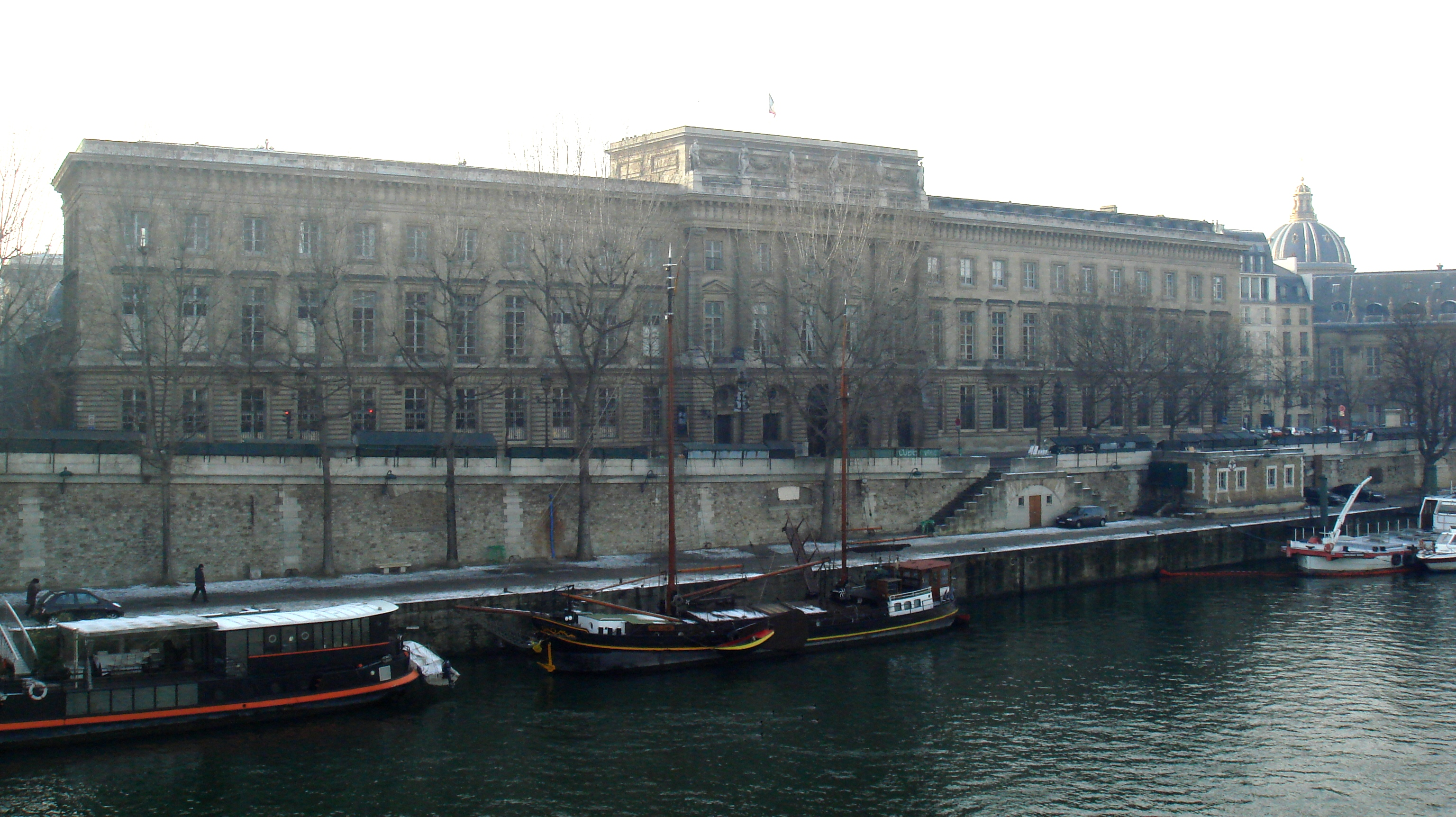
L'hôtel des Monnaies de Paris. Façade sur le quai.

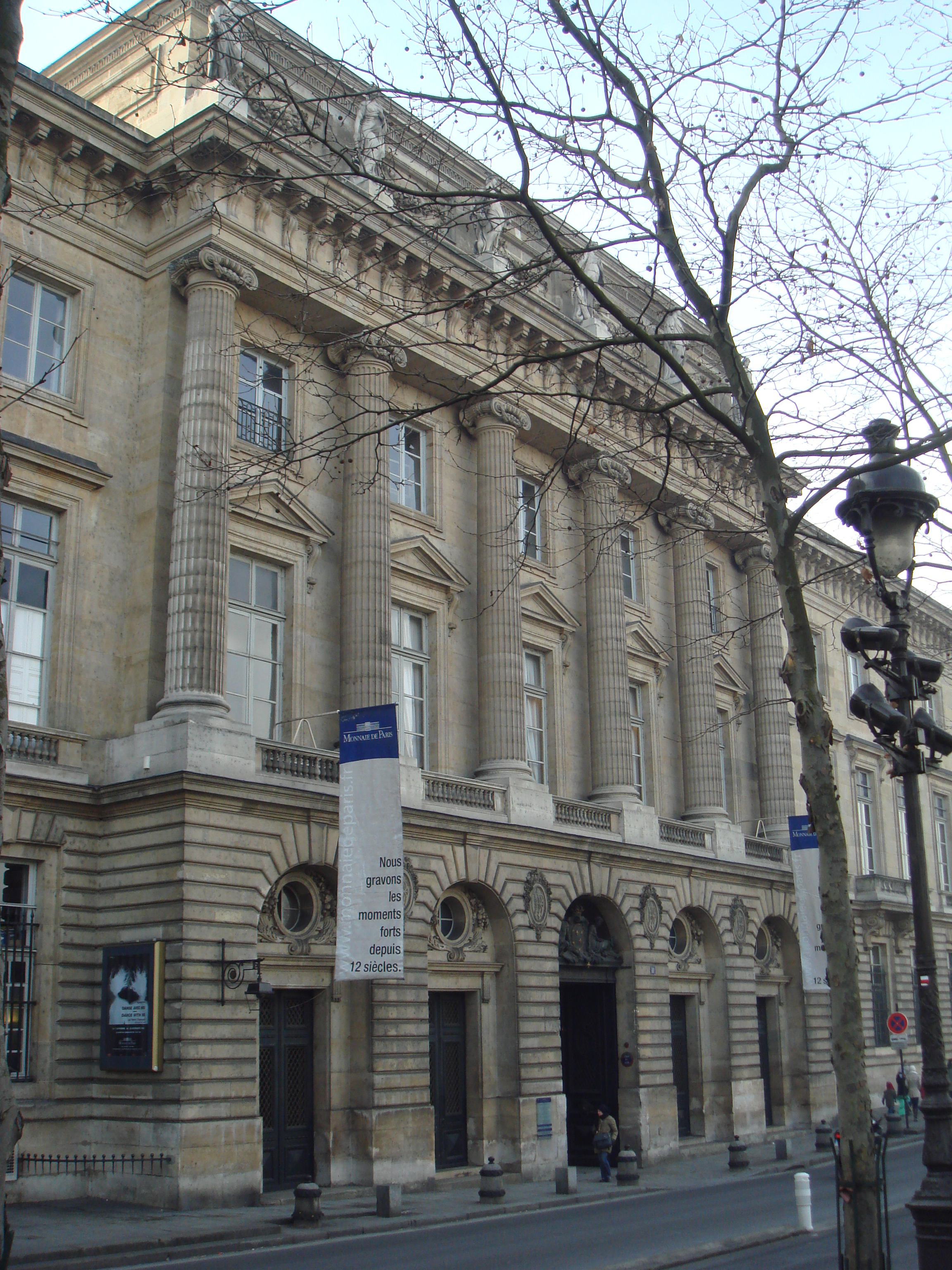
Avant-corps central de l'hôtel.

Jacques Denis Antoine (également écrit Anthoine) est un architecte français né à Paris le 6 août 1733 et mort à Paris le 24 août 1801. Son œuvre la plus connue est l'hôtel des Monnaies de Paris.

## Biographie
Fils d'un menuisier, Denis Antoine étudia chez un architecte dont le nom n'est pas connu, et commença une carrière de constructeur comme ouvrier maçon, avant d'acheter en 1760 un office d'entrepreneur-juré. Mais il continuait d'étudier les architectes français d'autrefois, et présenta, à partir de 1763, des projets d'architecture (portail pour l'église Saint-Nicolas-du-Chardonnet, projet pour la Comédie-Française...).
En 1765, Antoine fut préféré aux architectes Étienne-Louis Boullée et François Dominique Barreau de Chefdeville pour la construction du nouvel hôtel des Monnaies qui devait être bâti sur l'actuelle place de la Concorde, en arrière de la colonnade occidentale de Gabriel. Mais, en définitive, il fut décidé en 1767 de réaliser le projet sur les quais de la Seine, à l'emplacement de l'ancien hôtel de Conti. La première pierre fut posée par l'abbé Terray le 30 avril 1771. La façade sur le quai fut achevée en 1773 et le gros œuvre, ainsi que l'essentiel du décor, en 1775. Cet édifice, très admiré, valut à Antoine d'entrer le 11 août 1776 à l'Académie royale d'architecture. Antoine, architecte de l'hôtel des Monnaies, bénéficia de la concession d'un appartement au deuxième étage, à l'angle de la rue Guénégaud et du quai Conti, où il habita jusqu'à sa mort.
Après l'incendie du Palais de justice de Paris, en 1776, il est intervenu pour la reconstruction de certaines parties, comme le grand perron du côté de la place, sur des parties du palais affectées au greffe, et la décoration des salles d'audience de la cour royale. Au-dessus de la salle des Pas-Perdus de Salomon de Brosse, il a construit trois galeries voûtées pour recevoir la collection des Requêtes du Parlement et une partie des archives judiciaires.
À l'automne 1777, il fit un voyage en Italie, visitant le Piémont, la Lombardie et Venise en compagnie d'un ami lyonnais nommé Dumatz. Il fut rejoint par son ami l'architecte Charles De Wailly. Le 18 janvier 1778, il est à Rome, où il annonce partir le lendemain pour Naples.
Comme urbaniste, Denis Antoine est l'auteur de plusieurs projets de modernisation de Paris. Pour l'île de la Cité, il imagina un parvis et des péristyles devant la Notre-Dame, une église de la Madeleine imitée du Panthéon d'Agrippa, et de nouvelles façades pour la place Dauphine rappelant celles de l'hôtel des Monnaies. Il donna également un projet de rattachement du palais du Louvre au palais des Tuileries.
Il construisit de nombreux bâtiments hospitaliers : l'hôpital de la Charité à Paris, où il utilisa pour la première fois l'« ordre archaïque » de Paestum, l'hospice de La Rochefoucauld à Paris, d'autres encore à Charenton, Niort et Senlis. 
En 1772, il construit l'hôtel de Fleury ou Brochet de Saint-Prest, rue des Saints-Pères, en 1777, l'hôtel de Jaucourt, rue de Varenne, en 1781, la maison de santé pour les prêtres pauvres, en 1786, avec Jardin, il a donné les plans de la façade de l'hôtel de ville de Cambrai.
Il a succédé à Claude-Nicolas Ledoux en 1787 à la direction des travaux aux barrières de Paris. Sa réputation s'étendit au-delà des frontières, et il se vit confier des constructions en Angleterre, en Suisse et en Espagne.
Membre de l'Académie des beaux-arts en 1799, il ne se mêla pas des évènements politiques durant la Révolution, mais passa quand même quelque temps à la prison de la Force en décembre 1793, accusé d'avoir creusé un souterrain entre l'hôtel des Monnaies et la Seine pour permettre à des agents anglais de voler une partie des réserves d'or de la France. Mais il put se disculper de ces accusations fantaisistes et, après le 9 thermidor, se retira dans sa propriété du Petit Cîteaux en Touraine.
Denis Antoine était le frère du sculpteur Jean Denis Antoine (1735-1802). Sa nièce épousa François Soufflot le Romain, neveu de Jacques-Germain Soufflot.
Décédé à Paris le 24 août 1801, il est enterré au cimetière de Saint-Sulpice à Vaugirard.

## Principales réalisations

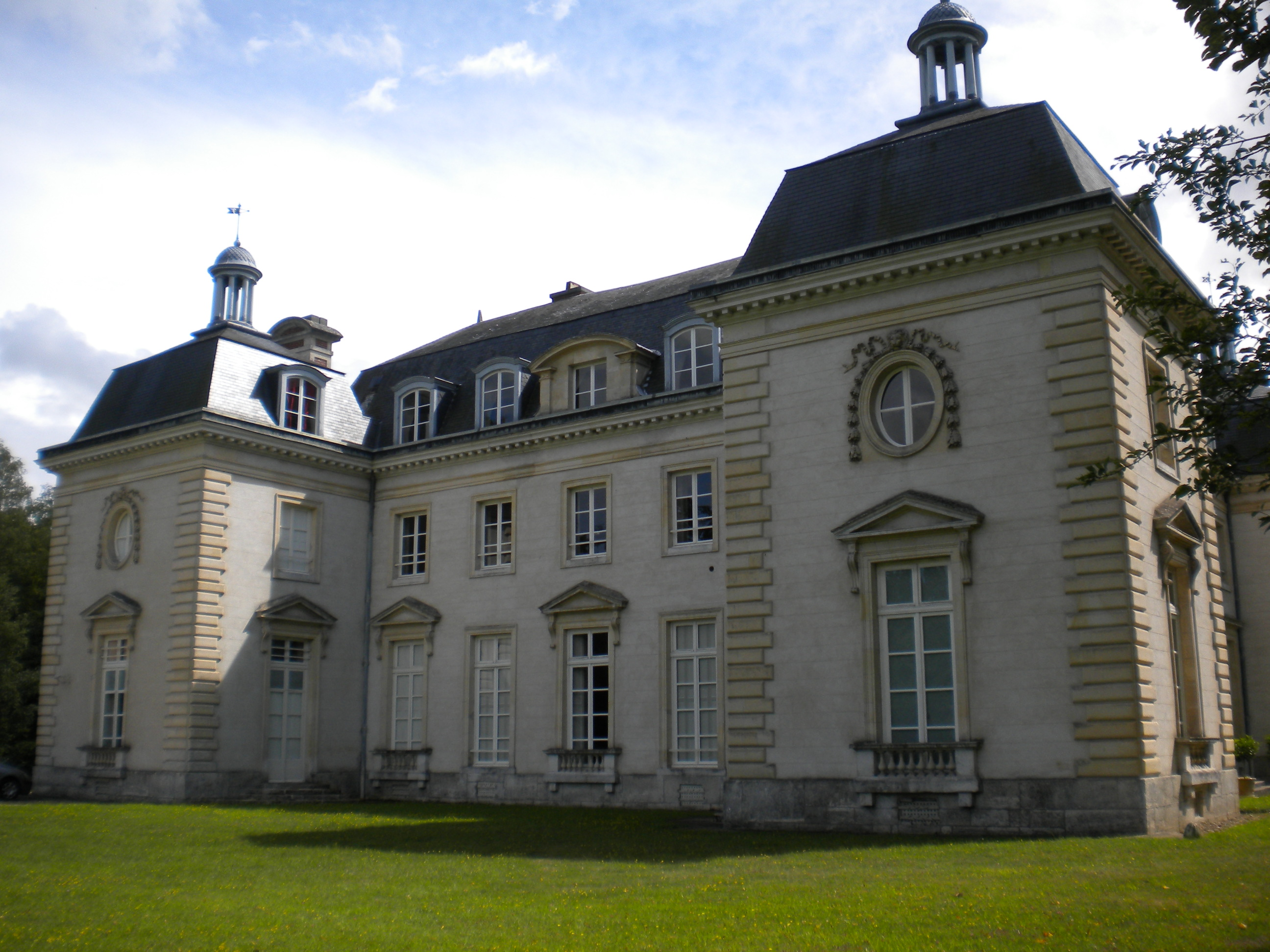
Château du Buisson de May.

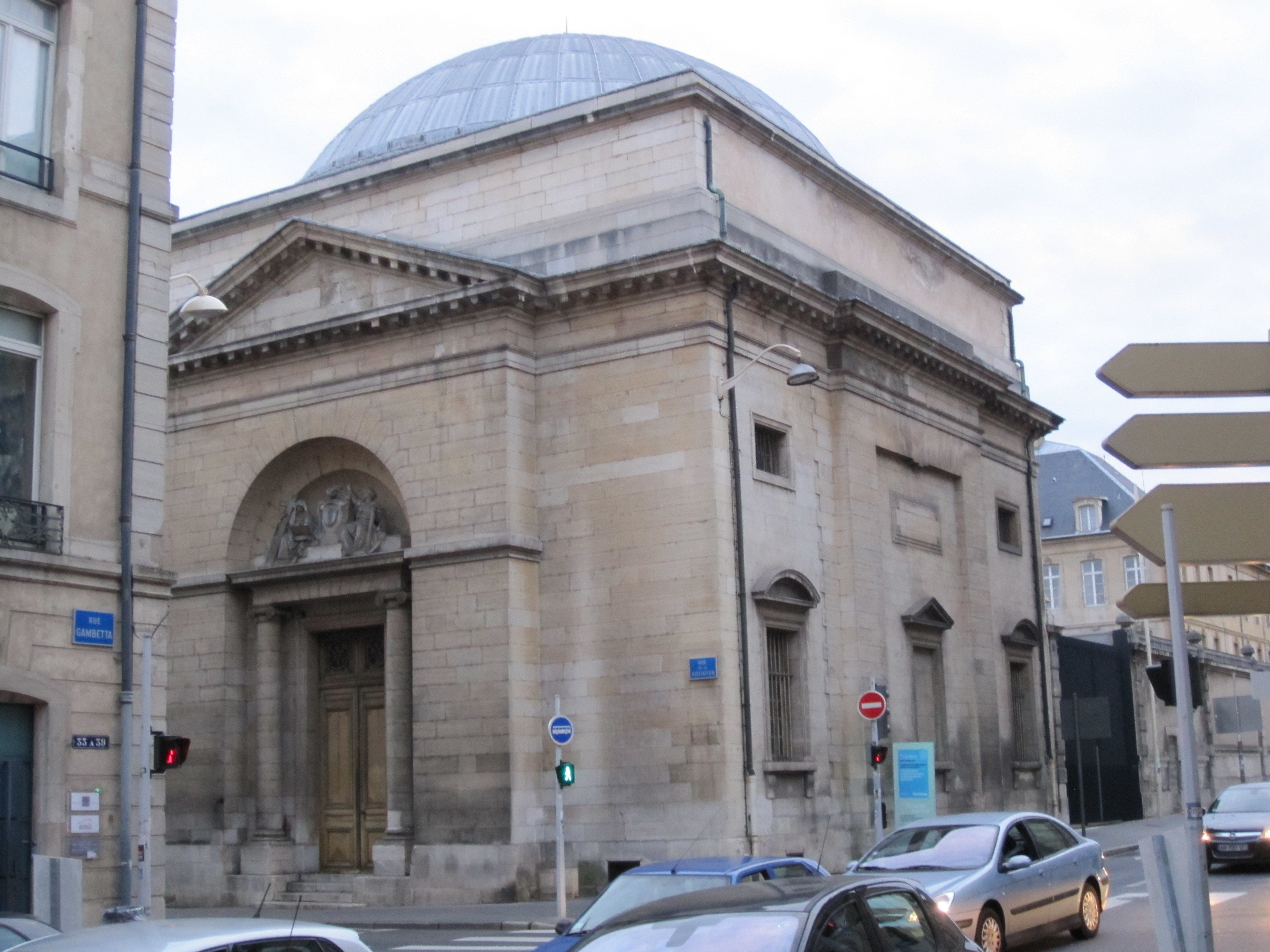
Chapelle de la Visitation de Nancy.

- Château de Verneuil-sur-Indre, années 1760 (attribution).
- Château d'Hanneucourt, Gargenville, Yvelines (dessins antérieurs à 1770).
- Pigeonnier et salle d'archives du château de Reverseaux, à Rouvray-Saint-Florentin (Eure-et-Loir). 1770[2].
- Reconstruction partielle de l’Hôtel de Maillebois, 102 rue de Grenelle, Paris, vers 1771.
- Hôtel de la Monnaie, quai Conti, Paris, 1771-1775[3].
- Château de Marville-les-Bois (ancien)[4], pour Gaspard-Louis Rouillé d'Orfeuil, intendant de Champagne. 1772.
- Hôtel Brochet de Saint-Prest (également dit Hôtel de Fleury), 28 rue des Saints-Pères, Paris, 1772, pour Jacques Frécot de Lanty, conseiller au Parlement de Paris[5].
- Château de Herces, Berchères-sur-Vesgre, Eure-et-Loir, 1774-1783, pour Charles Robert Boutin, intendant des finances. En collaboration avec Cyr-Jean Vivenel.
- Hôtel de Jaucourt, 45 rue de Varenne, Paris, 1775-1777.
- Palais de Justice de Paris, restauration après l'incendie de 1776 : grand escalier à droite de la cour du May, grand'salle des avocats, archives.

- Château du Buisson de May, à Saint-Aquilin-de-Pacy, monument d'architecture néo-classique débuté en 1781.
- Chapelle de la Visitation, Nancy (dans l'actuel lycée Henri-Poincaré), 1785.
- Hôtel de la Monnaie, Berne (Suisse), 1789.
- Communs du château de Sainte-Geneviève-des-Bois, Essonne, pour Louis Bénigne François Berthier de Sauvigny, intendant de la généralité de Paris.
- Château du Haut Rosay, Rosay (Yvelines) : aménagements intérieurs, fabriques du parc pour Jacques-Louis de Brétignières.
- Château de Mussy-sur-Seine, anciennement Mussy l'Evêque, entre Châtillon sur Seine et Bar sur Seine , pour Mgr César-Guillaume de La Luzerne. Antoine a certainement donné également certaines des fabriques du parc, dont la construction s'est échelonnée jusqu'au début du XIXe siècle sur une quarantaine d'années (Temple de l'Amitié, souterrain, chaîne d'eau...).
- Hôpital de la Charité, rue des Saints-Pères, Paris (détruit).
- Hospice La Rochefoucauld, 15 avenue du Général-Leclerc, Paris : attribution discutée ; on évoque également l'intervention de Jean-Jacques Huvé et Charles-François Viel.
- Immeubles de rapport (construits pour le couvent des Feuillants) 229 à 235 rue Saint-Honoré, Paris [6].
- Hôtel de ville de Cambrai.
- Escalier du Palais d'Albe, Madrid (Espagne).

## Le projet de réunion du Louvre et des Tuileries (1790)

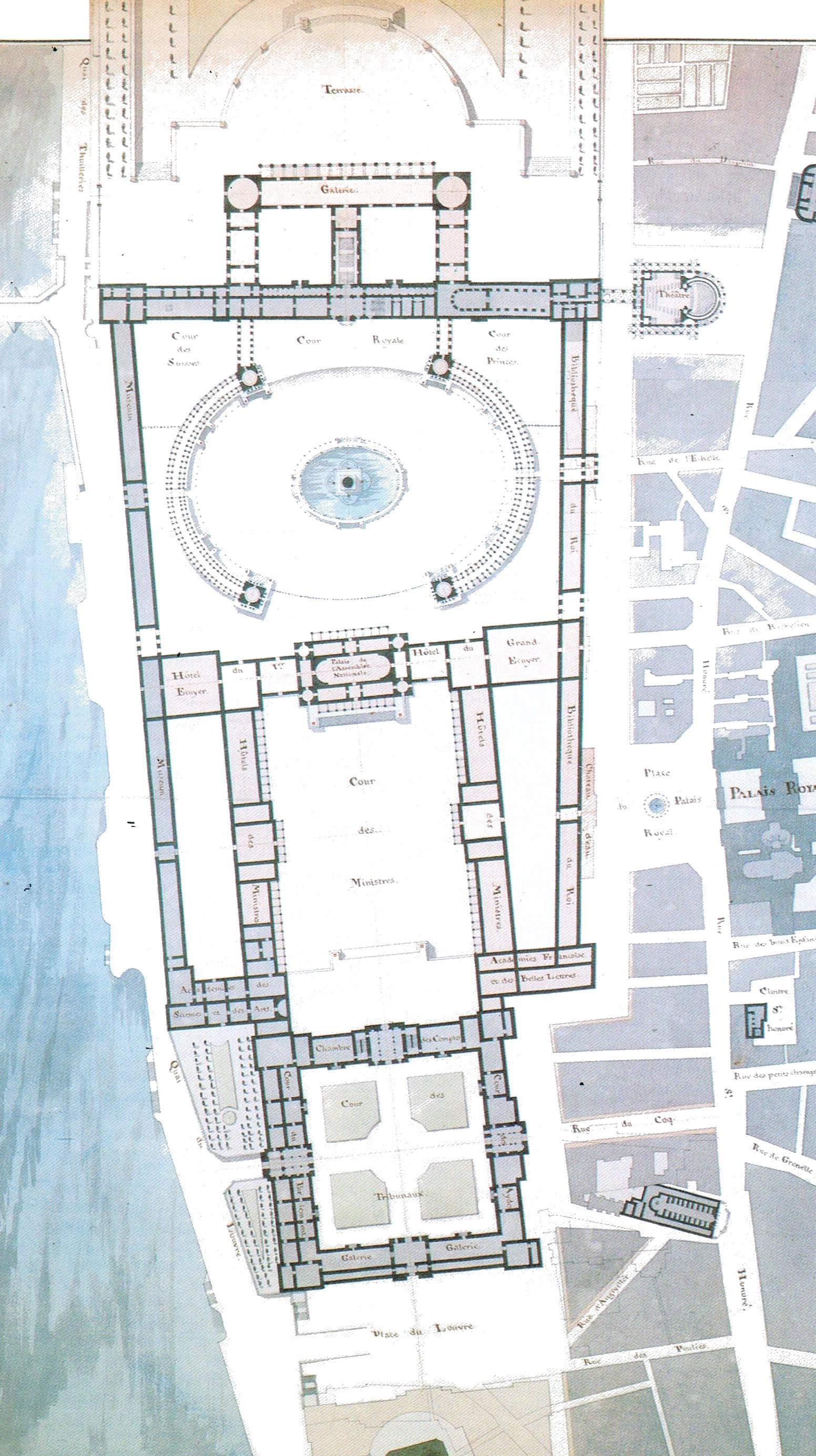
Le plan de Denis Antoine.

En 1790, Denis Antoine, architecte expert au service du roi, membre de l’Académie d’architecture depuis 1776, soumit un projet de réunion du Louvre et des Tuileries. 
Il proposait :
- d’affecter le palais des Tuileries à la famille royale,
- d’ajouter à ce palais du côté de la rue Saint-Honoré un opéra,
- de bâtir entre le Louvre et les Tuileries un troisième grand bâtiment, un palais du Carrousel affecté aux Assemblées Nationales,
- d'inscrire dans la très grande cour des Tuileries une place aussi grande que celle de Saint-Pierre de Rome, de la même forme que celle-ci et ornée comme elle de galeries à quatre rangs de colonnes qui procureraient des avenues couvertes pour conduire au palais des Tuileries ; au centre de la place pourrait s’élever un monument composé d’une colonne surmontée de la statue de Louis XVI comme l’était à Rome celle de Trajan ;
- d'élever cette colonne sur un rocher au milieu d’un bassin qui jetterait de l’eau avec abondance, rappelant ainsi la fameuse fontaine de la place Navone[Note 1] ;
- de créer une autre galerie entre le Louvre et les Tuileries et d'affecter cette dernière à la bibliothèque nationale ;
- d'installer au Louvre les tribunaux ;
- d'installer les ministères, le Premier Écuyer et le Grand Écuyer ainsi que les académies dans différents bâtiments reliant les palais du Louvre et du Carrousel.

En 1960, Ferdinand Boyer, dans le bulletin de la Société de l'Histoire de l'Art français, rappela l'importance de ce projet de Denis Antoine bien qu'il n'ait pas été réalisé. Il conclut : « La fin du manuscrit d'Antoine revient sur l'ampleur, la beauté et l'économie du plan qu'il proposait. Éloquence inutile ! Le projet de l'architecte semble n'avoir fait l'objet d'aucune discussion. À l'heure où naissait l'inflation de l'assignat et où s'accusait le déséquilibre des finances, il ne pouvait être question d'engager 25 millions de dépense. »

## Hommage
- Square Jacques-Antoine (Paris)